# Font màgica

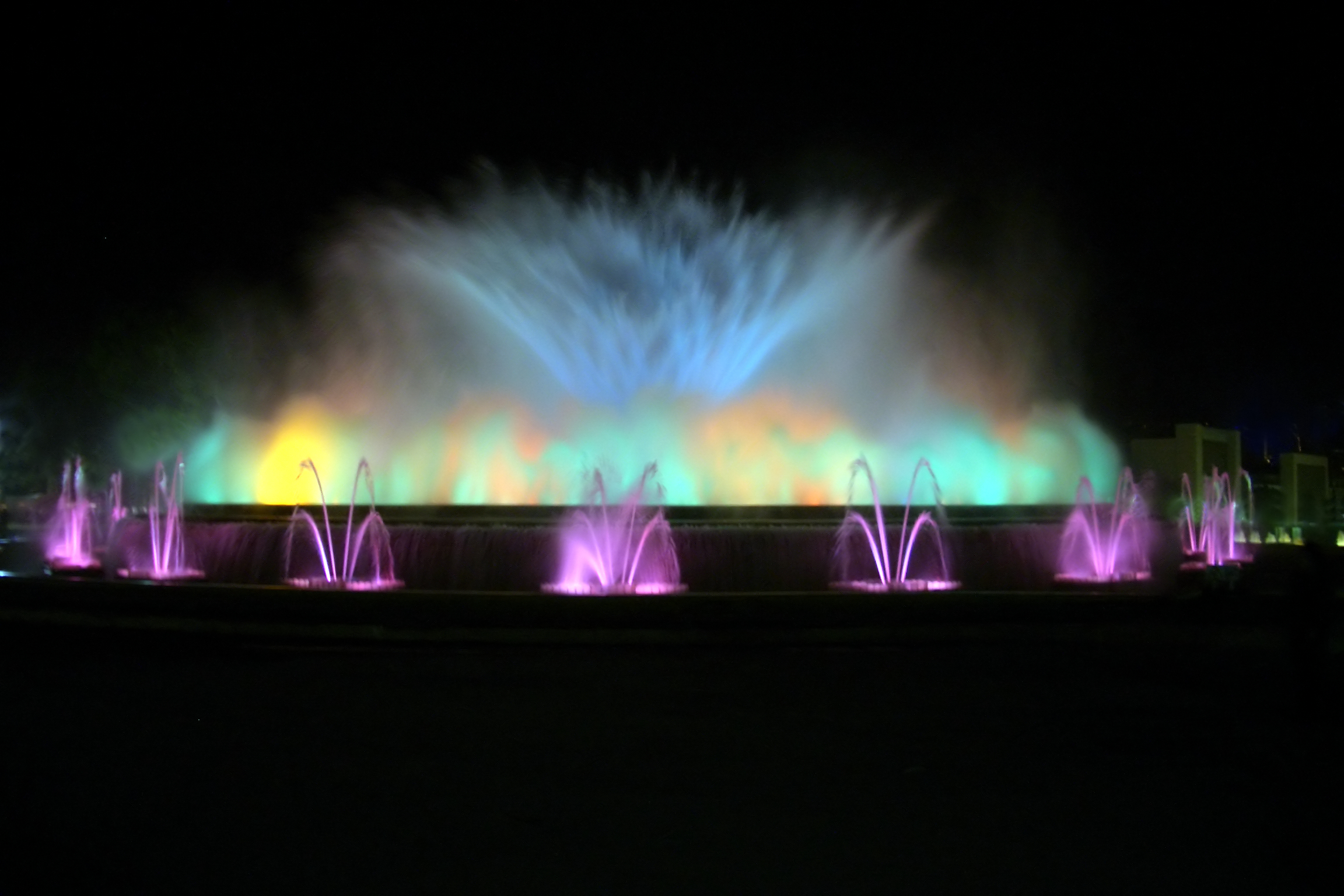
Font Màgica nocą

La Font màgica (hiszp. Fuente mágica) Magiczna fontanna – kompleks fontann znajdujący się przy Avinguda Maria Cristina w Barcelonie. Fontanna znajduje się u podnóża wzgórza Montjuïc, tuż obok hal targowych Fira de Barcelona oraz Plaça d’Espanya. Została zbudowana w 1929 r. podczas odbywającej się wtedy w Barcelonie Wystawy światowej EXPO. Projektantem fontanny był Carles Buigas. Ogromnych rozmiarów fontanny są zwykle w godzinach wieczornych miejscem widowiskowych spektakli artystycznych: woda - światło - dźwięk. Podczas pokazu w takt muzyki, z setek dysz fontanny wydobywają się strumienie wody o zmiennym ciśnieniu, tworząc rozmaite przestrzennie ukształtowane elementy i figury. Odpowiednie grupy strumieni wody wypływającej pod różnymi kątami są podświetlane zmieniającymi się światłami o różnych kolorach. Spektakle odbywają się co pół godziny.